# Cigobang
Cigobang is een bestuurslaag in het regentschap Cirebon van de provincie West-Java, Indonesië. Cigobang telt 3848 inwoners (volkstelling 2010).